# Benito Lorenzi
Benito Lorenzi (Borgo a Buggiano, 20 dicembre 1925 – Milano, 3 marzo 2007) è stato un calciatore e allenatore di calcio italiano, di ruolo attaccante.

## Biografia
Il nome Benito gli venne dato su idea del nonno, la cui panetteria era stata chiusa dal regime fascista. Ad affibbiargli il soprannome Veleno fu invece la madre Ida, per il comportamento incline ai dispetti manifestato già in età infantile.
È deceduto il 3 marzo 2007 all'Ospedale Luigi Sacco di Milano, dopo una lunga malattia. Al funerale, svoltosi tre giorni più tardi nella chiesa meneghina Don Orione, venne poggiata sulla bara la maglia indossata durante il periodo interista: alla cerimonia furono presenti gli ex calciatori Mario Corso, Giuseppe Baresi e Riccardo Ferri nonché la rappresentativa Primavera.

## Caratteristiche tecniche
Era un centravanti, noto per uno stile di gioco ai limiti del regolamento tanto da sputare agli avversari e strizzare i testicoli del centrale difensivo preposto alla sua marcatura. Era inoltre solito rivolgere provocazioni verbali nei confronti degli avversari, condotta che comportò numerose espulsioni a suo carico da parte degli arbitri e falli di reazione degli altri calciatori.

## Carriera

### Club

#### Esordi
Cresciuto nel Borgo a Buggiano, si trasferì all'Empoli nel 1946 riportando 40 presenze e 15 gol nel campionato cadetto: le fonti ufficiali conteggiano però 39 apparizioni, complice uno scherzo del portiere compagno di squadra il quale dichiarò ai giornali che Lorenzi sarebbe stato rimpiazzato, in un'occasione, da Pirinai. Fu in seguito scoperto che questi era un abitante dal paese e non un calciatore.

#### Inter

Lorenzi in nerazzurro

Nel 1947 fu acquistato dall'Inter, guadagnandosi un'espulsione già al debutto in Serie A contro l'Alessandria per reciproche scorrettezze con Rosetta. Alla seconda presenza, il 12 ottobre, trovò i primi gol in nerazzurro siglando una doppietta nel 4-2 con la Juventus; andò inoltre a bersaglio nel derby meneghino del 6 novembre 1949, terminato per 6-5 in favore della Beneamata. Una sua realizzazione decise poi la stracittadina del 2 novembre 1952, gara disputata dal centravanti con un timpano sfondato a causa dell'otite.
Affiancato in attacco dallo svedese Skoglund e dal franco-magiaro Nyers, fu determinante per le vittorie in Campionato nelle stagioni 1952-53 e 1953-54. Il 3 maggio 1953, nella sfida con il Palermo che assegnò il tricolore ai nerazzurri, fu vittima di un grave infortunio: sbilanciato in corsa dal contrasto di un avversario, cadde contro il palo della porta rimediando una doppia frattura e una ferita al corpo. Tale episodio fu a lungo ritenuto essersi verificato nella gara con la Pro Patria del 22 febbraio precedente, causa l'erronea dichiarazione dello stesso Lorenzi in un'intervista del 2002.
Tra i più celebri fatti di cronaca che lo videro protagonista, degno di menzione è l'episodio del 6 ottobre 1957 quando durante il derby meneghino posizionò una fetta di limone sotto il dischetto prima di un calcio di rigore per i rossoneri: Tito Cucchiaroni fallì la conclusione dagli undici metri. Il centravanti confessò in seguito l'accaduto ad un sacerdote, incorrendo nella divertita reazione di quest'ultimo anziché nella penitenza. Durante un altro colloquio, stavolta con il cardinale Carlo Maria Martini, dichiarò: «Il corpo peccava, lo spirito cattolico rimaneva nello spogliatoio». Malgrado la fama di «cattivo» in campo, era un fervente cattolico tanto da giungere spesso in ritardo alle partite per aver presenziato alla funzione domenicale: dopo ogni incontro a San Siro donava inoltre cibo in beneficenza al parroco locale, Don Renzo Vanoi.
Con la Beneamata ha collezionato 143 reti in 314 presenze.

#### Ultimi anni
Concluse la carriera nel 1960 dopo le brevi esperienze con Alessandria — dove fu compagno di squadra dell'esordiente Gianni Rivera —, Brescia e Varese. Intraprese successivamente la carriera di allenatore, scoprendo tra gli altri Sandro Mazzola e Giacinto Facchetti nel settore giovanile dell'Inter.

### Nazionale

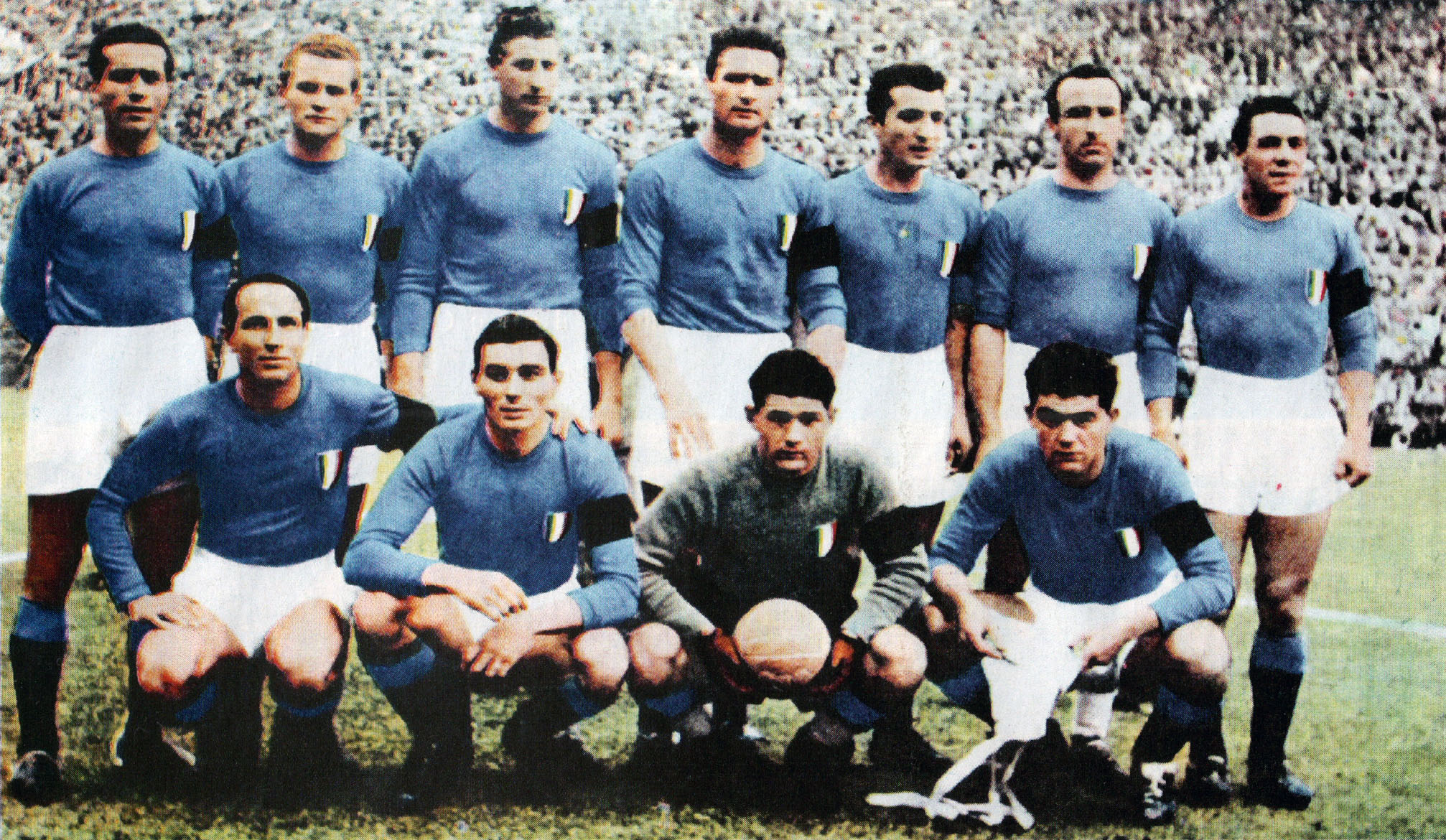
Lorenzi (primo da destra in piedi) in azzurro nel 1949

Conta 14 presenze e 4 gol in Nazionale azzurra, con la quale partecipò ai Mondiali 1954 distinguendosi per un calcio rifilato all'arbitro brasiliano Viana.

## Statistiche

### Presenze e reti nei club
| Stagione        | Squadra         | Campionato      | Campionato | Campionato | Coppe nazionali | Coppe nazionali | Coppe nazionali | Coppe continentali | Coppe continentali | Coppe continentali | Altre coppe | Altre coppe | Altre coppe | Totale | Totale |
| Stagione        | Squadra         | Comp            | Pres       | Reti       | Comp            | Pres            | Reti            | Comp               | Pres               | Reti               | Comp        | Pres        | Reti        | Pres   | Reti   |
| --------------- | --------------- | --------------- | ---------- | ---------- | --------------- | --------------- | --------------- | ------------------ | ------------------ | ------------------ | ----------- | ----------- | ----------- | ------ | ------ |
| 1946-1947       | Empoli          | B               | 40         | 15         | -               | -               | -               | -                  | -                  | -                  | -           | -           | -           | 40     | 15     |
| 1947-1948       | Inter           | A               | 29         | 14         | -               | -               | -               | -                  | -                  | -                  | -           | -           | -           | 29     | 14     |
| 1948-1949       | Inter           | A               | 30         | 14         | -               | -               | -               | -                  | -                  | -                  | -           | -           | -           | 30     | 14     |
| 1949-1950       | Inter           | A               | 31         | 15         | -               | -               | -               | -                  | -                  | -                  | -           | -           | -           | 31     | 15     |
| 1950-1951       | Inter           | A               | 37         | 21         | -               | -               | -               | -                  | -                  | -                  | -           | -           | -           | 37     | 21     |
| 1951-1952       | Inter           | A               | 32         | 15         | -               | -               | -               | -                  | -                  | -                  | -           | -           | -           | 32     | 15     |
| 1952-1953       | Inter           | A               | 30         | 12         | -               | -               | -               | -                  | -                  | -                  | -           | -           | -           | 30     | 12     |
| 1953-1954       | Inter           | A               | 28         | 12         | -               | -               | -               | -                  | -                  | -                  | -           | -           | -           | 28     | 12     |
| 1954-1955       | Inter           | A               | 20         | 12         | -               | -               | -               | -                  | -                  | -                  | -           | -           | -           | 20     | 12     |
| 1955-1956       | Inter           | A               | 24         | 10         | -               | -               | -               | CdF                | 1                  | 0                  | -           | -           | -           | 25     | 10     |
| 1956-1957       | Inter           | A               | 28         | 8          | -               | -               | -               | CdF                | 2                  | 3                  | -           | -           | -           | 30     | 11     |
| 1957-1958       | Inter           | A               | 16         | 5          | CI              | 6               | 2               | -                  | -                  | -                  | -           | -           | -           | 22     | 7      |
| Totale Inter    | Totale Inter    | Totale Inter    | 305        | 138        |                 | 6               | 2               |                    | 3                  | 3                  |             | -           | -           | 314    | 143    |
| 1958-1959       | Alessandria     | A               | 25         | 4          | CI              | 2               | 1               | -                  | -                  | -                  | -           | -           | -           | 27     | 5      |
| 1959-1960       | Brescia         | B               | 14         | 4          | CI              | 0               | 0               | -                  | -                  | -                  | -           | -           | -           | 14     | 4      |
| Totale carriera | Totale carriera | Totale carriera | 384        | 161        |                 | 8               | 3               |                    | 3                  | 3                  |             | -           | -           | 395    | 167    |

### Cronologia presenze e reti in nazionale
| Cronologia completa delle presenze e delle reti in nazionale ― Italia | Cronologia completa delle presenze e delle reti in nazionale ― Italia | Cronologia completa delle presenze e delle reti in nazionale ― Italia | Cronologia completa delle presenze e delle reti in nazionale ― Italia | Cronologia completa delle presenze e delle reti in nazionale ― Italia | Cronologia completa delle presenze e delle reti in nazionale ― Italia | Cronologia completa delle presenze e delle reti in nazionale ― Italia | Cronologia completa delle presenze e delle reti in nazionale ― Italia |
| Data                                                                  | Città                                                                 | In casa                                                               | Risultato                                                             | Ospiti                                                                | Competizione                                                          | Reti                                                                  | Note                                                                  |
| --------------------------------------------------------------------- | --------------------------------------------------------------------- | --------------------------------------------------------------------- | --------------------------------------------------------------------- | --------------------------------------------------------------------- | --------------------------------------------------------------------- | --------------------------------------------------------------------- | --------------------------------------------------------------------- |
| 27-3-1949                                                             | Madrid                                                                | Spagna                                                                | 1 – 3                                                                 | Italia                                                                | Amichevole                                                            | 1                                                                     |                                                                       |
| 22-5-1949                                                             | Firenze                                                               | Italia                                                                | 3 – 1                                                                 | Austria                                                               | Coppa Internazionale                                                  | -                                                                     |                                                                       |
| 12-6-1949                                                             | Budapest                                                              | Ungheria                                                              | 1 – 1                                                                 | Italia                                                                | Coppa Internazionale                                                  | -                                                                     |                                                                       |
| 30-11-1949                                                            | Londra                                                                | Inghilterra                                                           | 2 – 0                                                                 | Italia                                                                | Amichevole                                                            | -                                                                     |                                                                       |
| 5-3-1950                                                              | Bologna                                                               | Italia                                                                | 3 – 1                                                                 | Belgio                                                                | Amichevole                                                            | -                                                                     |                                                                       |
| 3-6-1951                                                              | Genova                                                                | Italia                                                                | 4 – 1                                                                 | Francia                                                               | Amichevole                                                            | 2                                                                     |                                                                       |
| 11-11-1951                                                            | Firenze                                                               | Italia                                                                | 1 – 1                                                                 | Svezia                                                                | Amichevole                                                            | -                                                                     |                                                                       |
| 25-11-1951                                                            | Lugano                                                                | Svizzera                                                              | 1 – 1                                                                 | Italia                                                                | Coppa Internazionale                                                  | -                                                                     |                                                                       |
| 24-2-1952                                                             | Bruxelles                                                             | Belgio                                                                | 2 – 0                                                                 | Italia                                                                | Amichevole                                                            | -                                                                     |                                                                       |
| 26-10-1952                                                            | Stoccolma                                                             | Svezia                                                                | 1 – 1                                                                 | Italia                                                                | Amichevole                                                            | -                                                                     |                                                                       |
| 28-12-1952                                                            | Palermo                                                               | Italia                                                                | 2 – 0                                                                 | Svizzera                                                              | Coppa Internazionale                                                  | -                                                                     |                                                                       |
| 17-6-1954                                                             | Losanna                                                               | Svizzera                                                              | 2 – 1                                                                 | Italia                                                                | Mondiali 1954 - 1º turno                                              | -                                                                     |                                                                       |
| 20-6-1954                                                             | Lugano                                                                | Belgio                                                                | 1 – 4                                                                 | Italia                                                                | Mondiali 1954 - 1º turno                                              | 1                                                                     |                                                                       |
| 23-6-1954                                                             | Basilea                                                               | Svizzera                                                              | 4 – 1                                                                 | Italia                                                                | Mondiali 1954 - 1º turno                                              | -                                                                     |                                                                       |
| Totale                                                                |                                                                       | Presenze                                                              | 14                                                                    |                                                                       | Reti                                                                  | 4                                                                     |                                                                       |

## Palmarès

### Giocatore
- Campionato italiano: 2

Inter: 1952-1953, 1953-1954